# Lípa na Proseku u kostela sv. Václava
Lípa na Proseku u kostela sv. Václava je památný strom, který roste v ulici U Proseckého kostela před hospodářskou budovou fary vlevo od vjezdu, jižně od kostela svatého Václava.

## Parametry stromu
- Výška (m): 20,0
- Obvod (cm): 316
- Ochranné pásmo: vyhlášené - kruh o poloměru 11 m na p.č. 1122, 221, 222
- Datum prvního vyhlášení: 24.09.2008[1]
- Odhadované stáří: 175 let (k roku 2016)[2]

## Popis
Solitérní strom je dominantou pro své okolí. Roste u zdi poblíž vjezdu do dvora fary. Má rovný kmen, který se rozděluje na několik větví, ty nesou bohatě větvenou korunu elipsovitého tvaru.

## Historie
Roku 2010 proběhla rekonstrukce přilehlé komunikace, která nerespektovala ochranné pásmo kolem stromu. Těžká technika odkryla a poškodila kořeny lípy a poškodila také několik větví v její koruně. Strom při tomto zásahu nebyl ochráněn proti vysychání. Případ řešila Česká inspekce životního prostředí.